# António Sousa
António Sousa (São João da Madeira, Portugal, 28 de abril de 1957) es un exfutbolista y entrenador de fútbol de Portugal que jugaba en la posición de centrocampista.

## Carrera

### Club
| Periodo   | Club           | Apariciones | Goles |
| --------- | -------------- | ----------- | ----- |
| 1973-1975 | AD Sanjoanense | 39          | 11    |
| 1975-1979 | SC Beira-Mar   | 114         | 37    |
| 1979-1984 | FC Porto       | 138         | 29    |
| 1984-1986 | Sporting CP    | 54          | 13    |
| 1986-1989 | FC Porto       | 79          | 15    |
| 1989-1993 | SC Beira-Mar   | 117         | 4     |
| 1993-1994 | Gil Vicente FC | 7           | 0     |
| 1994-1995 | AD Ovarense    | 32          | 2     |
| 1995-1996 | AD Sanjoanense | 18          | 3     |

### Selección nacional
Sousa jugó para Portugal en 27 ocasiones de 1981 a 1989, su único gol internacional fue en la Eurocopa 1984 en el empate 1–1 ante España en la fase de grupos, y también jugó en la Copa Mundial de Fútbol de 1986.

### Entrenador
| Periodo   | Club           |
| --------- | -------------- |
| 1995-1997 | AD Sanjoanense |
| 1997-2004 | SC Beira-Mar   |
| 2005-2006 | Rio Ave FC     |
| 2007-2008 | FC Penafiel    |
| 2008      | SC Beira-Mar   |
| 2011      | CD Trofense    |

## Logros

### Jugador
- Primeira Divisão: 1987-88[1]
- Copa de Portugal: 1983-84, 1987-88[1]
- Supercopa Cândido de Oliveira: 1981, 1983, 1986[1]
- Copa de Europa: 1986-87[1]
- Supercopa de Europa: 1987[1]
- Copa Intercontinental: 1987[1]

### Entrenador
- Copa de Portugal: 1998-99[6]